# Аруша
Ару́ша (суахили и англ. Arusha) — город на севере Танзании. Является административным центром области Аруша, с населением в 1 288 088 человек, в том числе в округе Аруша проживает 341 155 человек (по данным переписи 2005 года). Начиная с 70-х годов XX века население города увеличилось в 7 раз. Аруша находится в окружении одних из самых знаменитых пейзажей и национальных парков Африки. Расположенный ниже горы Меру на восточной окраине восточной ветви Великой рифтовой долины, Аруша имеет мягкий климат. Город находится близко к ряду достопримечательностей региона: парк Серенгети, кратер Нгоронгоро, озеро Маньяра, ущелье Олдувай, национальный парк Тарангире и гора Килиманджаро, также имеется собственный национальный парк Аруша на горе Меру.
Аруша является крупным международным дипломатическим центром. В городе находится штаб-квартира Восточноафриканского сообщества. С 1994 года в городе также состоялся Международный трибунал по Руанде. Аруша является многонациональным городом, большинство из жителей которого являются африканцами, кроме того имеются большие арабские и индийские меньшинства, а также многие европейские и американские общины, занятые в дипломатической деятельности и быстрорастущей местной туристической индустрии. В Аруше имеются представители мусульманской, католической, англиканской, еврейской,  и индуистских конфессий.

## География и климат
Аруша находится на северо-востоке Танзании, вблизи её границы с Кенией, в 90 километрах на юго-запад от Килиманджаро. Несмотря на близость к экватору, высокое положение Аруши (1400 м над уровнем моря) на южных склонах горы Меру определяет относительно низкие температуры в городе и уменьшает влажность воздуха. Холодный сухой воздух преобладает на протяжении большей части года. Температура колеблется от 13 до 30 градусов по Цельсию в среднем составляя около 25 градусов. Климат Аруши обладает выраженными влажным и сухим сезонами, с преобладающим восточным ветром с Индийского океана, расположенного в двухстах милях к востоку.
Непосредственно к северу от города расположен национальный парк Аруша с потухшим вулканом Меру (высота — 4565 м).
| Показатель                    | Янв. | Фев. | Март | Апр. | Май  | Июнь | Июль | Авг. | Сен. | Окт. | Нояб. | Дек. | Год  |
| ----------------------------- | ---- | ---- | ---- | ---- | ---- | ---- | ---- | ---- | ---- | ---- | ----- | ---- | ---- |
| Абсолютный максимум, °C       | 36,0 | 37,0 | 35,0 | 33,0 | 30,0 | 27,0 | 27,0 | 28,0 | 32,0 | 34,0 | 38,0  | 35,0 | 38,0 |
| Средний суточный максимум, °C | 28,0 | 28,0 | 27,0 | 25,0 | 22,0 | 21,0 | 20,0 | 22,0 | 24,0 | 26,0 | 27,0  | 27,0 | 25,0 |
| Средняя температура, °C       | 19,0 | 19,0 | 19,0 | 19,0 | 16,0 | 14,0 | 14,0 | 15,0 | 16,0 | 18,0 | 18,0  | 18,0 | 17,0 |
| Средний суточный минимум, °C  | 10,0 | 10,0 | 11,0 | 13,0 | 11,0 | 8,0  | 9,0  | 8,0  | 8,0  | 10,0 | 10,0  | 10,0 | 10,0 |
| Абсолютный минимум, °C        | 10,0 | 8,0  | 8,0  | 11,0 | 10,0 | 7,0  | 7,0  | 7,0  | 8,0  | 9,0  | 10,0  | 10,0 | 7,0  |
| Норма осадков, мм             | 50   | 80   | 170  | 360  | 210  | 30   | 10   | 10   | 20   | 30   | 110   | 100  | 1230 |
| Источник: Weatherbase         |      |      |      |      |      |      |      |      |      |      |       |      |      |

## История

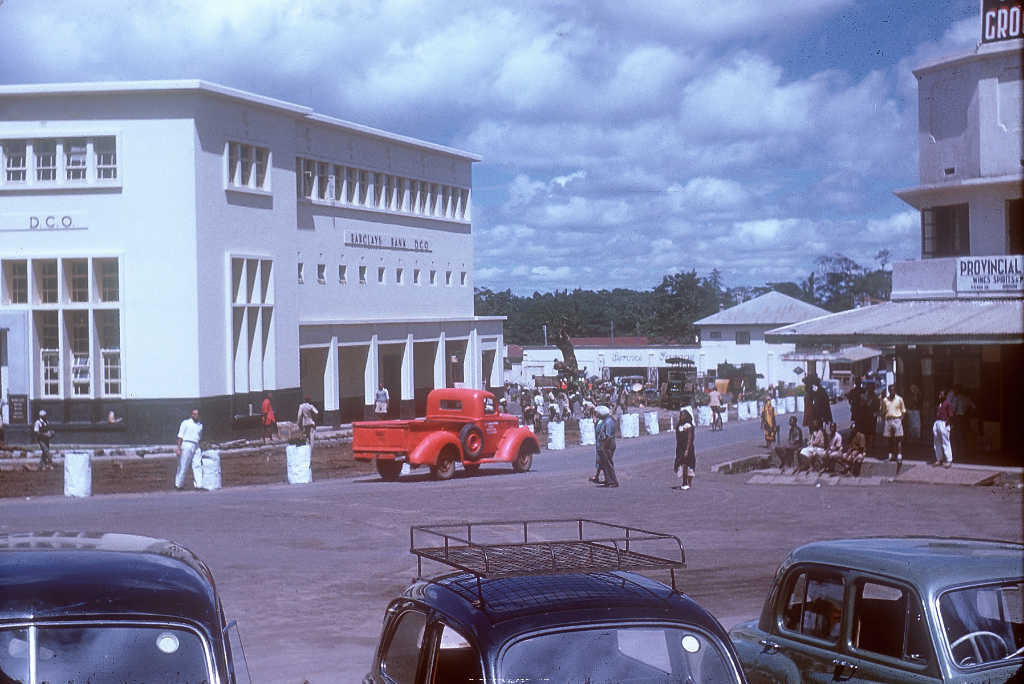
Аруша, перекрёсток у часовой башни, 1953 год

Город был основан в 1900 году немецкими колонизаторами, когда данная территория входила в состав немецкой Восточной Африки. Гарнизонный город был назван в честь местного племени ва-аруша, которое известно масаям как ларуса.
Немецкие военные крепости, называемые «Бома», вооруженные пулеметами Максима, были завершены в 1901 году. Первым командиром был старший лейтенант Георг Кастер, которого уничижительно называют на языке суахили как «Bwana Fisi», что означает «господин Гиена». После 1903 Аруша быстро превратился в крупный торговый и административный центр. В 1904 году немецкие императорские власти установили здесь европейскую колонию которая спонсировала обустройство семей буров-беженцев, в основном немецкого происхождения, связанных с последствиями англо-бурской войны в Южной Африке.
После 1906 года правительство спонсировало немецких крестьян для развития хозяйства. Несколько евангелических лютеранских поселенцев уже успели утвердиться к западу от города Аруша, когда правительство решило обустроить немецких беженцев с юга России. Сорок человек были набраны на сумму в 7000 марок каждый, и каждая семья получила по пятьдесят гектаров для выращивания пшеницы, кукурузы и овощей. В 1907 году семьи Трапп построили свои дома на склонах горы Меру и их ферму «Momella» в конечном счете ставшей частью национального парка Аруша. Кеньон Пойнтер позже стал одним из наиболее значимых инвесторов города, вложив более миллиона долларов в этот район. Он построил первый пост Аруши, офисы, церкви и другие достопримечательности. В 1960-х части фильма «Hatari!» С Джоном Уэйном были сняты на ферме Momella.
В марте 1916 года Аруша была оккупирована англичанами.
В 1956 году Арушу посетила принцесса Маргарет. В 1961 году в городе были подписаны официальные документы провозглашающие независимость Танганьики.
4 августа 1993 года в Аруше представители конкурирующих фракций в гражданской войне в Руанде подписали Арушское соглашение. В 1994 году Совет Безопасности ООН в своей резолюции 955 от 8 ноября 1994 года постановил, что следует провести в Аруше Международный трибунал по Руанде. Создание трибунала положительно повлияло на экономику Аруша.
1 июля 2006 года Аруша официально стал городом (city).

## Экономика и промышленность

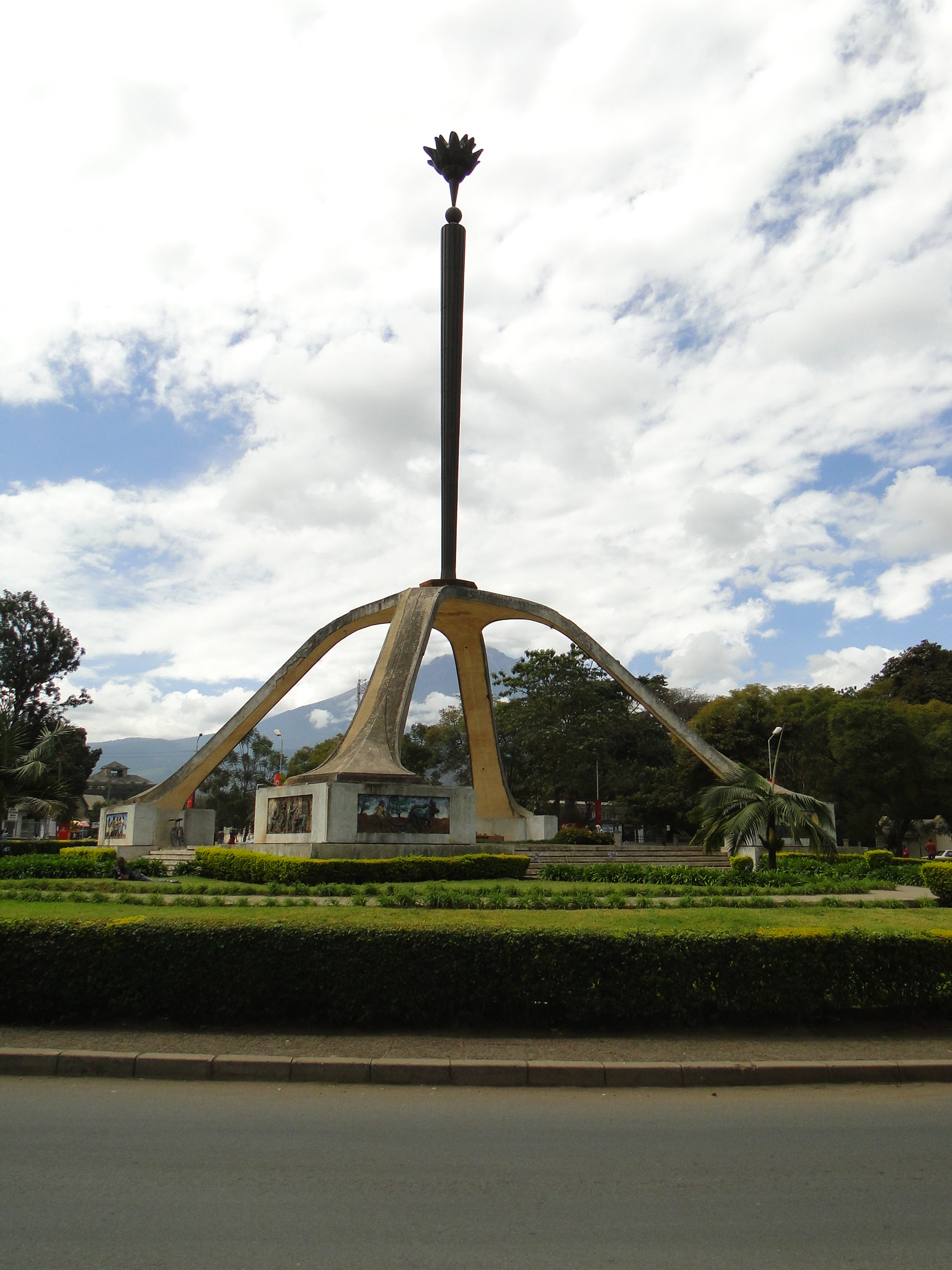
Памятник Ухуру в Аруше

Аруша является крупным промышленным центром — в первую очередь по переработке сельскохозяйственной продукции — зерна, кофе, сизаля, джута, кокосового волокна и пр. В последние годы здесь также выращиваются экзотические цветы на экспорт. В течение десятилетий город остаётся одним из ведущих по количеству принимаемых туристов. В связи с множеством сафари-туристов Аруша среди местных жителей получила ироническое название Дар-эс-Сафари (по аналогии с Дар-эс-Саламом). В Аруше есть аэропорт, здесь находится конечная станция железной дороги, идущей из Дар-эс-Салама. Малые хозяйства сильно пострадали от кризиса последних лет и сейчас в основном заняты натуральным хозяйством. Аруша имеет несколько заводов в том числе пивоваренный завод, заводы шин и древесноволокнистых плит, а также является крупным производителем фармацевтических препаратов.
Область вокруг Аруши является единственным источником минерала танзанит ювелирного качества, который в настоящее время производится в больших количествах.
Туризм является также одной из основных отраслей экономики Аруши, являясь вторым по величине дохода в Танзании. Учитывая расположение города рядом с некоторыми из самых популярных национальных парков и заказников в Африке, в том числе Национального парка Селус (один из крупнейших национальных парков в мире), национальные парки Серенгети, Килиманджаро, Нгоронгоро, Аруша стал популярным перевалочным пунктом для туристов, посещающих Танзанию и Восточную Африку для фото-сафари и пеших походов на гору Килиманджаро. Многие документальные и художественные фильмы были сняты в районе Аруши, в том числе фильм Hatari 1962 года Говарда Хоукса с Джоном Уэйном.
В Аруше расположены офисы Восточноафриканского сообщества, также здесь расположен Международный уголовный трибунал по Руанде и Африканский суд по правам человека и народов, каждый из которых вносит свой вклад в местную экономику. В Аруше находится известный международный конференц-центр, проводящий много международных встреч.

## Административное деление

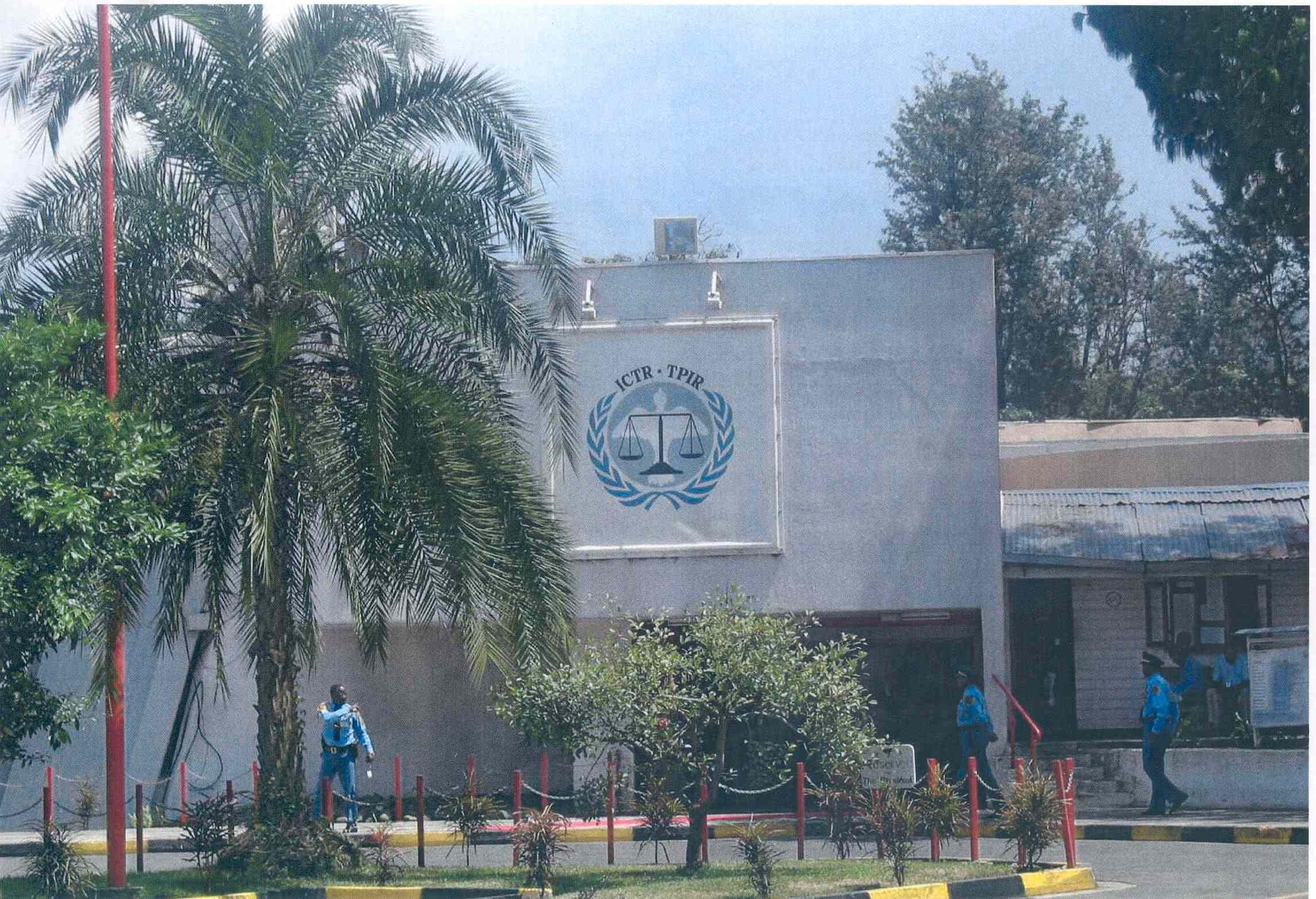
Офис Международного трибунала по Руанде

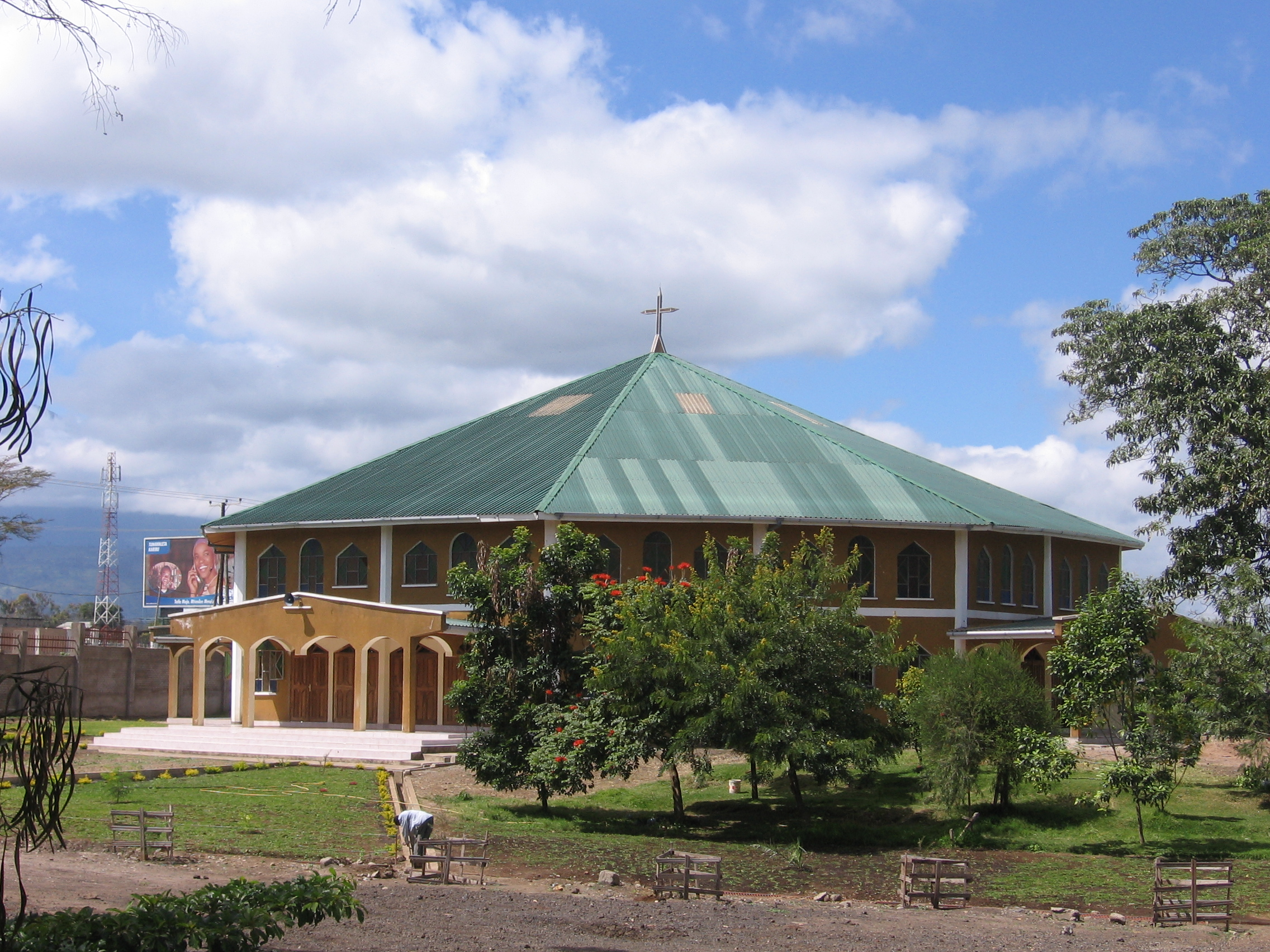
Арушанский кафедральный собор

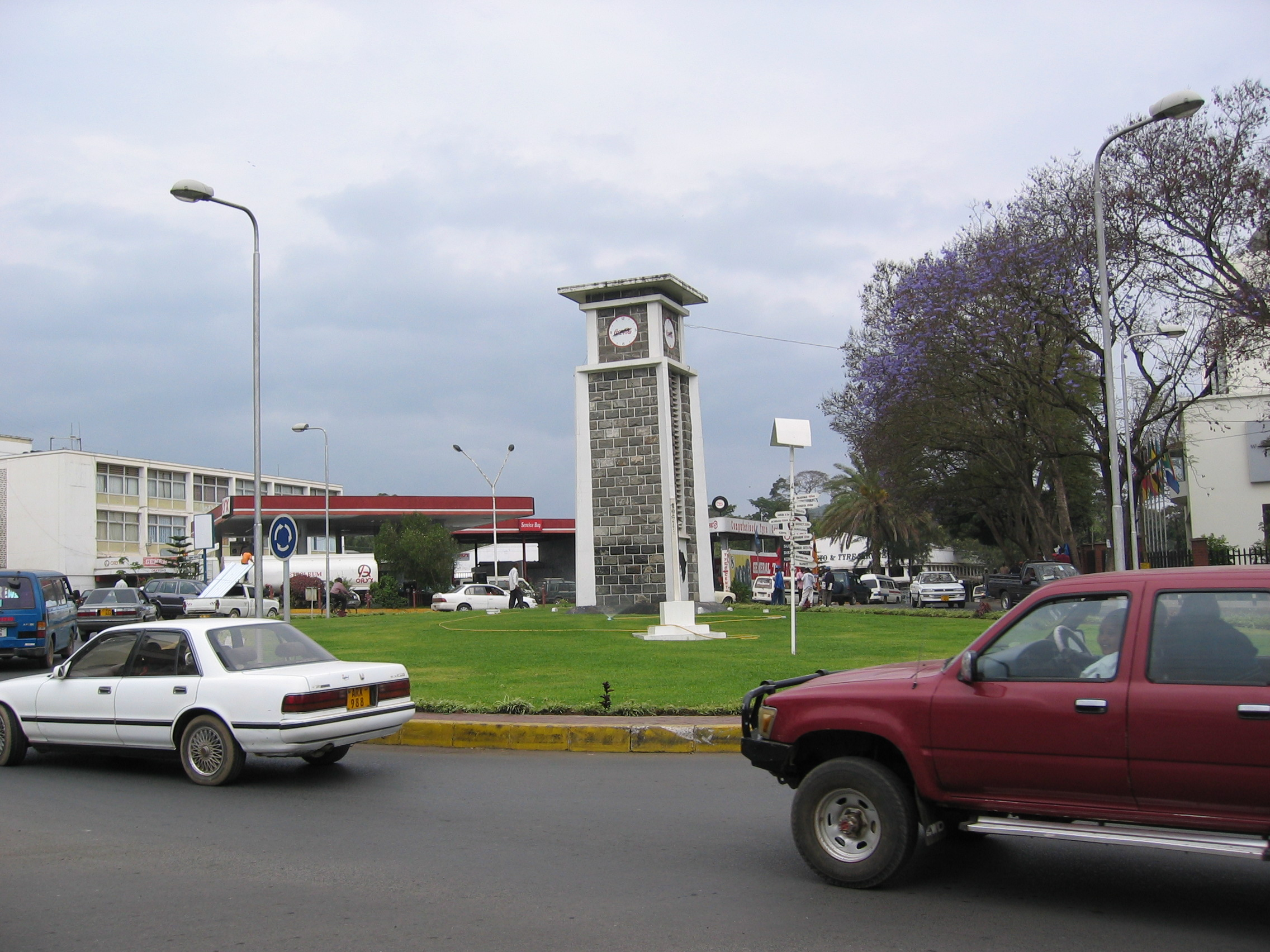
Башня с часами

К числу наиболее значимых районов Аруши относятся центральный деловой район, расположенный возле часовой башни, район Секей на северо-западе, который в значительной степени жилой с бурной ночной жизнью, район Нджиро, быстро растущий пригород для среднего класса на юге, и район Тенгеру, оживленный рыночный пригород на востоке.
К северу от Аруши расположены районы Карату, Нгоронгоро, Мондули, Арумеру и Лонгидо. Эти районы в 90 минутах езды на дала-дала к северу от Аруши по дороге Аруша-Найроби. Рубанда-Сафари-Камп является одним из наиболее известных лагерей Сафари. Рубанда-Сафари-Камп расположен в непосредственной близости от Серенгети у ворот Икома. Это место было тщательно выбрано так, чтобы быть на пути миграции антилоп гну. Лучшее время для наблюдения этой миграции с мая по август и с октября по декабрь. Круглый год здесь большое количество животных: большие стада антилоп гну и зебр, слонов и жирафов. Из других видов животных имеются львы, гиены, газели, топи, и буйволы.
Башня с часами в Аруше была расположена в середине пути между Каиром и Кейптауном, следовательно, представляющая полпути между двумя концами бывшей Британской империи в Африке. Тем не менее, фактически середина пути между этими двумя городами расположен в центре Конго. Башню с часами в настоящее время украшает логотип компании Coca-Cola Company.

## Транспорт
Через Арушу проходит Трансафриканское шоссе Каир-Кейптаун и другие автомобильные дороги. Имеется регулярное автобусное сообщение с Найроби, Додомой и Дар-эс-Саламом, а также с другими местными городами, поэтому пассажирские поезда не ходят.
Международные и внутренние авиарейсы осуществляются, в основном, через Международный аэропорт Килиманджаро, расположенный примерно в 60 километрах к востоку — примерно на полпути к г. Моши. А находящийся в западной части города Аэропорт Аруша меньше по размерам, и является внутренним аэропортом. Этот аэропорт обслуживает более 87 тысяч пассажиров в год, и в настоящее время проводится его расширение

## Культура
Аруша имеет умеренный климат, удачное расположение вблизи живописной сельской местности и оживленную музыкальную сцену[уточнить]. Танзанийский хип-хоп в настоящее время популярен у молодежи. Он в основном исполняется на языке суахили, с различными влиянием жанров афро-американской музыки, локально известный как Бонго Флава. Некоторые примеры этого жанра — группа X Plastaz, певцы Nakaaya, Nako 2 Nako, Watengwa и Waturutumbi.
В Аруше проводится множество фестивалей в Танзании, а также ежегодный фестиваль размещаемый несколькими танзанийскими корпоративными спонсорами, которые привлекают различных артистов со всего мира. Арушу посещали такие артисты, как Шэгги и Джеффри Аткинс.
В Аруше также проводится ежегодная сельскохозяйственная выставка Нане-Нане. Нане Нане является одним из многих ярких праздничных дней в Танзании, проходящийся на 8 августа (восьмой месяц, Нане-Нане означает «восемь восемь» на языке суахили). Фермеры и другие заинтересованные стороны обмениваются знаниями и бизнесом. Он привлекает до полумиллиона человек ежегодно.
Аруша также известен своей бурной ночной жизнью, с такими популярными местными ночными клубами, как Velocity, Colobus Club и Blue Triple 'A'.
В Аруше также расположен национальный музей естественной истории на Старом немецком Бома. Музей небольшой и состоит из трёх экспонатов древнего человека, растений и животных региона Аруша, и культуру истории колониального периода Аруши.

## Образование
В Аруше и вблизи города имеются четыре международных школы: Международная школа Моши (университет), Международная школа Аруша, школа Брэберн и Международная школа Санкт-Константина.
Школа Санкт-Юд предоставляет бесплатное образование детям из бедных семей.
Международная школа Моши была основана в 1969 году и в настоящее время здесь учатся 460 студентов 46 национальностей в двух школах в Моши и Аруше. Школа Аруша была создана в 1986 году и в настоящее время её посещают 200 студентов день, школа предлагает курсы от дошкольного детского сада до 10 класса. После 10 класса обучение продолжается в Международном Бакалавриате, по начальной подготовительной программе PYP и базовой программе MYP, учебный плана с африканской и международной перспективой.
Также есть несколько высших учебных заведений: Национальный Колледж Туризма — в Аруше, Арушанский технический колледж, Институт развития общин в Тенгеру, Африканский институт науки и технологий Нельсона Манделы, Институт управления Восточной и Южной Африки, Учебный центр по сотрудничеству в целях развития (MS-ТСРС), Институт бухгалтерского учета в Аруше, лесной институт в Olmotonyi, научно-исследовательский институт дикой природы Танзании, Университетский колледж Макумира, Арушанский университет и университет горы Меру. Идёт подготовка строительства Университета Ага Хана-Аруша.

## В культуре
Аруша был местом съемки фильма Hatari в 1962 году, режиссёра Говарда Хоукса с Джоном Уэйном в главной роли.

## Международное значение
Аруша неоднократно была местом общеафриканских и межгосударственных конференций и совещаний. С 1967 по 1977 год в этом городе находилась штаб-квартира Восточноафриканского сообщества. В 1967 году здесь президент Танзании Джулиус Ньерере прокламировал «Арушскую декларацию», в которой провозгласил социалистический путь развития Танзании. С 1995 года тут заседает Международный трибунал по Руанде. В Аруше находятся центры католического и протестантского епископатов.

## Города-побратимы
- Мюрццушлаг (Австрия)
- Дарем (США)
- Канзас-Сити (США)
- Тифарити (Западная Сахара)